# Нумидийская конница
Нумиди́йская ко́нница (лат. equites Numidarum) — лёгкая конница, формировавшаяся из жителей Нумидии и воевавшая в составе карфагенской и, позднее, римской армий. Нередко называется лучшей лёгкой конницей античного Средиземноморья.

## История

### В карфагенской армии
Нумидийцы были кочевыми племенами, обитавшими на территориях современных Алжира, Туниса и Марокко. Нумидийцами их назвали римляне: «Нумидия» по-латыни означает «страна кочевников». В период Пунических войн верблюдов ещё не разводили в Северной Африке, и быт кочевых племён полностью зависел от лошадей, поэтому все воины были прирождёнными всадниками, с ранних лет проводя большую часть жизни верхом. Со времени образования Карфагенской державы вассальные племена Нумидии направляли воинские контингенты в её армию. Нумидийские вожди были в состоянии выставить значительные силы: в источниках указывается 10 тысяч всадников и более.
В Пунических войнах нумидийская конница неоднократно проявляла себя в бою с самой лучшей стороны. Нумидийцы принимали участие во всех крупных сражениях Ганнибала, и именно им карфагеняне в немалой степени обязаны своими победами. О численности этих отрядов в армии Ганнибала нет точных сведений, но косвенные данные позволяют предположить, что они были довольно многочисленны. Несмотря на потери в боях (только в одной стычке с римской конницей, в самом начале войны, нумидийцы потеряли около двухсот человек) и гибель значительного числа воинов, а главное — коней при переходе через Альпы и через болота в Северной Италии, нумидийские всадники широко применяются в военных операциях на протяжении всего похода. Кроме того, для обороны Испании Ганнибал оставил брату Гасдрубалу 1800 всадников, а Ганнон, действовавший под Беневентом в 214 году до н. э. отдельно от основных сил Ганнибала, имел под началом 1200 конных воинов, «почти все мавры, а затем нумидийцы». При этом Ганнибал практически не получал из Африки пополнений; так, вместо обещанного после Канн подкрепления в 4000 нумидийцев реально набрали только 1500, да и тех отправили в Испанию. Вопрос ремонта конского состава в походе решался путём грабежа: «[Ганнибал] разослал нумидийцев и мавров по Саллентинскому округу и апулийским пастбищам, чтобы пограбить. Угнали табун лошадей (прочая добыча была невелика); тысячи четыре коней были розданы всадникам, чтобы они их объездили». Среди них славились десулторы.  Ливий упоминает конный отряд в нумидийской армии, в котором каждый солдат был снабжен парой лошадей, и в пылу битвы, будучи облаченным в доспехи, с величайшей легкостью и быстротой спрыгивал с уставшей лошади или выведенной из строя, на спину лошади, которая была ещё здорова и свежа.
Обычно перед нумидийскими всадниками ставилась задача спровоцировать неприятеля на контратаку, увлечь его притворным отступлением с целью заманить в засаду, принудить оставить выгодную позицию или, наоборот, опередив противника, занять стратегически важные пункты. Нумидийцы отряжаются для разведки, в засады, следуют в авангарде армии, тревожат вражеских фуражиров. Им поручаются грабительские набеги на вражеские территории, преследование разбитого врага и захват пленных. Нумидийская конница осуществляет охрану тылов, коммуникаций, стратегически важных пунктов. Среди поручаемых нумидийцам задач упомянуты расчистка пути для войска и поддержание порядка на марше во время тяжёлого перехода через болотистую местность.

### В римской армии
Риму долго нечего было противопоставить нумидийской коннице, и одним из главных достижений Сципиона Африканского являлся переход царя массилиев (восточных нумидийцев) Массиниссы на его сторону. С конца Второй Пунической войны нумидийские конные формирования на правах союзников сражаются в составе римских армий. Поддержка Масиниссы сыграла важную роль в победе над Ганнибалом: при Заме приведённые им 4000 всадников обеспечили римлянам двукратный перевес в коннице.
Во время третьей войны против Карфагена Сципион Эмилиан привлёк на свою сторону сына Массиниссы царя Гулуссу с его конницей. Во II веке до н. э. нумидийцы также упоминаются под началом Квинта Минуция Терма во время завоевания Лигурии и при осаде Нуманции — в значительном количестве. При раскопках в последней было найдено много снарядов для пращи, часть из которых признаны нумидийскими. Это позволяет предположить, что нумидийские вспомогательные части могли сражаться и в пешем строю — как минимум при осадах, когда их конная тактика была неприменима.
После падения Карфагена Нумидийское царство переживает период расцвета. По словам Страбона, Масинисса «приучил кочевников к гражданской жизни, сделал их земледельцами и научил военному делу вместо занятия разбоем». Однако после смерти Миципсы, сына Масиниссы (118 год до н. э.), в Нумидии разгорелась династическая борьба. Вмешательство римлян повлекло за собой продолжительную и ожесточённую войну, после которой Нумидийское царство развивалось в русле римской политики, но сохранило самостоятельность. В следующем столетии активное участие нумидийского царя Юбы I в гражданской войне на стороне помпеянцев привело после их поражения к разделу Нумидии между Римом и дружественным Юлию Цезарю Мавретанским царством. Затем римской стала и сама Мавретания, вместе с Нумидией превратившись в источник пополнения вспомогательных частей римской армии, в том числе конницы.
Со второй половины I века н. э. в Риме становится обычной практикой использование нумидийцев как верховых гонцов. При Траяне отменной репутацией пользовалась вспомогательная мавретанская конница Лузия Квиета. При Антонине Пие отряды всадников, набранные в провинциях Африка и Мавретания Цезарейская, участвовали в боевых действиях в Мавретании, а после 160 года — в Дакии. В III веке североафриканскую конницу, демонстрирующую высокую мобильность и отличное владение дротиком, римские императоры использовали особенно часто.

## Вооружение и экипировка
Отличные наездники, нумидийцы не применяли седла и удил, управляя лошадью при помощи ног и голоса, а вместо уздечки использовали кожаный ремень или верёвку, наброшенные на конскую шею. Говоря о лошадях нумидийцев, Страбон отмечает: «Лошади у них маленькие, но настолько послушные, что ими можно править прутиком… Некоторые лошади следуют за хозяином, даже если их не тянут за поводья, как собаки». Любопытно свидетельство Тита Ливия о применении нумидийской конницей заводных лошадей: «Конники с двумя лошадьми как опытные наездники в пылу ожесточённой битвы привычно перепрыгивали в полном вооружении с усталой лошади на свежую: так ловки они сами и так выучены их лошади».
Вооружение нумидийских всадников III—I веков до н. э. состояло из лёгких метательных копий и круглого щита из кожи на деревянной основе, который могла заменять и просто намотанная на руку звериная шкура. Щит Масиниссы, согласно Аппиану, был сделан из слоновьей кожи. По сообщению Павла Орозия, нумидийские «лёгкие и надежные щиты, обтянутые загрубевшей слоновьей кожей», впитывают влагу и делаются малопригодны (тяжелы), намокнув под дождём; по той же причине «скользкими и непригодными» становятся древки метательных копий, которые нумидийцы «обычно бросали без использования ремней». Железные наконечники таких дротиков были найдены при раскопках погребения в Эс-Сумаа (Алжир). Это оружие нумидийцы сохраняют и позднее, в эпоху Римской империи. Возможно, в качестве оружия ближнего боя воины использовали большой нож или кинжал. Характерными деталями облика нумидийцев были хитоны с широкой каймой без пояса, используемые в качестве плащей и панцирей шкуры, а также заплетённые волосы и бороды.
Впрочем, ещё во времена Пунических войн знать и вожди нумидийских племён, по-видимому, пользовались и иноземным снаряжением. На рельефе I века до н. э. из Хеншир Аббасса (севернее Хемту, Тунис) изображён всадник-нумидиец в хитоне и плаще, скреплённом на правом плече круглой фибулой. На ногах всадника башмаки. Характерная причёска и борода позволяют надёжно определить этническую принадлежность, а диадема даёт основания заключить, что это нумидийский вождь. Особенно примечательно показанное на рельефе конское снаряжение: чётко обозначено оголовье с уздой и, по-видимому, седло (возможно, римского типа), фиксируемое грудным и подхвостным ремнями. Вероятно, романизированная нумидийская знать охотно воспринимала элементы конской экипировки у «цивилизованных» соседей, в то время как простые воины пользовались традиционным архаичным снаряжением. Археологические находки свидетельствуют о том, что у знати в ходу были типичные для эллинистических армий доспехи и оружие, восточногреческого или южноиталийского производства. Раскопки захоронения близ селения Круб обнаружили богатое захоронение нумидийского вождя; в составе погребального инвентаря — шлем, меч, серебряные украшения греческой работы.
Реконструкция П. Коннолли, выполненная в 1979 году по материалам захоронения в Эс-Сумаа, представляет нумидийского царя Миципсу в полном вооружении. Он имеет вполне эллинистический облик. Вооружение составляют дротики и прямой обоюдоострый меч с клинком примерно 600 мм длиной. Защитное вооружение — железный конический шлем, кольчуга (фрагменты которой обнаружены в том же погребении) и круглый нумидийский щит.

## Тактика и боевые качества
Гай Саллюстий Крисп, написавший историю Югуртинской войны, оставил подробное описание тактики нумидийской конницы. Компетентность этого автора несомненна: он сам воевал с нумидийцами под началом Цезаря, а по окончании войны стал наместником новой провинции (Новая Африка, лат. Africa Nova) с полномочиями проконсула. Саллюстий отмечает мобильность, стремительность нумидийской конницы, неожиданно атакующей и ускользающей прежде, чем противник нанесёт ответный удар, отступающей в труднодоступные местности, устраивающей ночные нападения и засады, непрерывно тревожащей неприятельскую армию на марше, истребляющей фуражиров. Немногим более столетия спустя, в 20-х годах I века, подобным образом действовал вождь нумидийского восстания Такфаринат: по словам Тацита, он «повёл войну сразу во многих местах, отступая там, где на него наседали, и затем опять появляясь в тылу у римлян». Неслучайно Фронтин в своих «Стратегемах» («Военных хитростях») более половины сюжетов, в которых фигурируют нумидийские всадники, поместил в разделе «Засады».
По Саллюстию, нумидийцы обрушивались врасплох на вражеское войско, прежде чем оно успевало построиться, причём «не строем и не в каком-либо боевом порядке, а группами, будто собравшимися по воле случая». Отступая, они рассыпались в стороны, становясь неуловимыми для преследователей. В сражении нумидийские всадники часто действовали совместно с лёгкой пехотой, многократно увеличивающей их боевой потенциал.
С подобной тактикой столкнулись позднее воины Цезаря при Руспине: их атаковали внезапно выскочившие из рядов конницы пешие метатели дротиков; каждый раз, когда под натиском цезарианцев нумидийская конница отступала, пехотинцы держались до тех пор, пока переформировавшиеся всадники не возвращались на поле боя, в свою очередь, поддерживая пехоту. Пехотинцы Цезаря, пытаясь преследовать всадников, обнажали фланги и попадали под обстрел дротиками ближайших к ним пеших нумидийцев, а конница легко избегала римских дротиков благодаря быстрому отступлению.
Нумидийская конница была бесполезна в качестве ударной силы, но превосходно выполняла роль застрельщиков и преследователей отступающего противника. Полибий, говоря о нумидийцах, отмечает, что это «народ замечательно выносливый» и подчёркивает, «насколько они опасны и страшны для неприятеля, разом обратившегося в бегство». В битве при Каннах нумидийцы не смогли разгромить конницу римских союзников, но, как только кельты и испанцы сделали это, атаковав её с тыла, нумидийцы бросились в погоню.
При этом источники отмечают недисциплинированность и алчность нумидийцев, их «вероломство…, …непостоянство, склонность к мятежам». Порой они, опрокинув врага успешной атакой, бросались грабить оставленный неприятельский лагерь, сводя к нулю достигнутый результат. Неоднократно упоминаются перебежчики из их числа. Нумидийские всадники, служившие под началом ливофиникийца Муттина, отказались повиноваться другому командиру и сдали римлянам сицилийский Акрагант (210 год до н. э.). Известны случаи, когда нумидийская конница покидала поле боя, даже не вступив в соприкосновение с неприятелем, как в битве при Дертосе. По свидетельству Саллюстия, после поражения Югурты «..за бежавшим царём не последовал никто из нумидийцев, кроме царских всадников; каждый ушёл туда, куда считал нужным, и это не считается позором для воинов — таковы у них нравы». Этот же автор оставил красочное описание нумидийского войска на биваке: «Разведя много костров, варвары большую часть ночи, по своему обыкновению, ликовали, орали, и их воинственные полководцы считали себя победителями, раз они не обратились в бегство».
В этом свете показательны некоторые высказывания античных писателей. Уже Полибий отмечает «врождённое нумидийцам непостоянство в привязанностях и их вероломство». Цицерон в письме к Титу Помпонию Аттику, сетуя на трудности (письмо написано в разгар гражданской войны, в декабре 48 года до н. э.), утверждает тем не менее, что «вспомогательными войсками варваров, принадлежащих к самому лживому племени, защищать государство не следует». Фронтин пишет о вспомогательных отрядах нумидийцев, «способных вызвать презрение как собственным безобразием, так и безобразием своих лошадей».